# Dhoom
Dhoom é um filme indiano de 2004 que lançou Sanjay Gadhvi e produzido por Aditya Chopra, que escreveu a história com o roteiro de Vijay Krishna Acharya, pela Yash Raj Films. O filme é estrelado por Abhishek Bachchan, John Abraham, Uday Chopra, Esha e Rimi.

## Elenco
- Abhishek Bachchan como ACP Jai Dixit
- John Abraham como Kabir Sharma
- Uday Chopra como Subinspetor Ali Akbar Fateh Khan
- Esha como Sheena Rai, única mulher na gangue de Kabir
- Rimii como Sweety Dixit, esposa de Jai
- Manoj Joshi como Shekhar Sharma
- Aarav Chowdhary como Rahul, o segundo em comando de Kabir
- Farid Amiri como Tony
- Mehul Bhojak como Manu
- Rohit Chopra como Rohit
- Palash Dutta como Chottu
- Sanjay Keni como Munna
- Ajay Pande como Vinod
- Ayesha Raza como Sunaina
- Yusuf Hussain como Comissário de Polícia
- Tata Young como ela mesma na música "Dhoom Dhoom" (aparição especial)

## Produção
Aditya Chopra inicialmente tinha perseguições de carro em mente em vez de motos, mas Sanjay Gadhvi o convenceu do contrário, pois os rostos dos motociclistas podem ser vistos, e ele tinha uma paixão por motos em sua juventude. 

## Links externos
- Dhoom. no IMDb.
- «Dhoom» (em inglês) no Rotten Tomatoes